# Д’Англемон, Эдуард
Эдуард д’Англемон (фр. Édouard d'Anglemont; 1798—1876) — французский поэт XIX века, который, согласно «ЭСБЕ», является «один из второстепенных представителей романтизма».

## Биография
Эдуард Англемон родился 28 декабря 1798 году во Франции в городе Понт-Одеме (департамент Эр, Верхняя Нормандия).
Его отец был комиссаром, а дед начальником морской администрации города Дюнкерка. Продолжая семейную профессиональную династию, Эдуард Англемон, по получении необходимого образования, также стал работать в администрации морского флота.
Его литературный дебют состоялся в 1825 году с написанной им антологией «Odes légitimistes». Наиболее заметные сочинения Ангелемона: «Le cachemire», драмы «Paul I» и «Le duc d’Enghien». в 1869 году вышло собрание избранных сочинений поэта под заголовком «Les pastels dramatiques».
Эдуард Англемон скончался 22 апреля 1876 года в столице Франции городе Париже.

## Избранная библиография
- Amours de France. 1841
- Berthe et Robert. 1827
- Le Cachemire. Comédie en un acte.
- Le duc d’Enghien.
- Les Euménides. 1840.
- Odes légitimistes. 1825
- Les pastels dramatiques.
- Paul I.
- Pélerinages. 1835.
- Roses de Noël. 1860
- Tancredi. Libretto.